# Luxemburgia ciliatibracteata
Luxemburgia ciliatibracteata är en tvåhjärtbladig växtart som beskrevs av C. Sastre. Luxemburgia ciliatibracteata ingår i släktet Luxemburgia och familjen Ochnaceae. Inga underarter finns listade i Catalogue of Life.